# Rolandseck

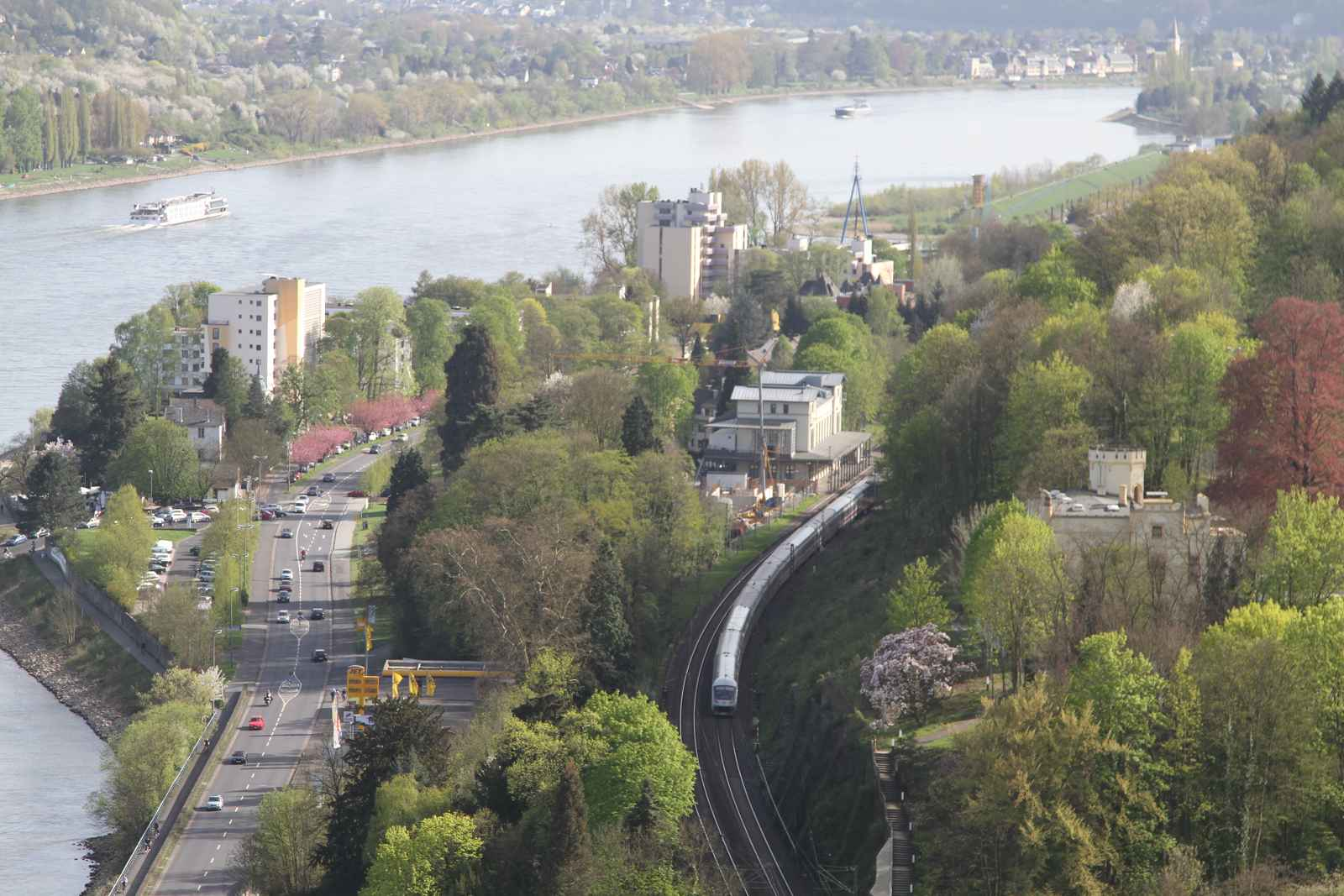
Blick auf Rolandseck (2011)

Rolandseck ist ein Ortsteil der Stadt Remagen im rheinland-pfälzischen Landkreis Ahrweiler. Er gehört zum Ortsbezirk Oberwinter. Am 30. Juni 2020 zählte Rolandseck 511 Einwohner (ohne Nebenwohnsitze).

## Geographie und Verkehr
Rolandseck erstreckt sich als Straßendorf entlang der Bundesstraße 9 zwischen Oberwinter im Süden und Rolandswerth im Norden. Naturräumlich lässt sich Rolandseck der Honnefer Talweitung des Mittelrheins zuordnen, die sich linksrheinisch durch ein bis über 100 m hohes Steilufer kennzeichnet, dem rechtsrheinisch ein wesentlich breiterer, halbmondartig aufgeweiteter Talbereich gegenüberliegt. Während Rolandseck im Süden durch Industrieflächen der Oberwinterer Schiffswerft abgegrenzt wird, besteht nach Rolandswerth – die Gemarkungsgrenze wird durch den Rolandswerther Bach markiert – ein fließender Übergang. Am westlichen Rand des Ortes verläuft die linksrheinische Eisenbahnstrecke, oberhalb derer sich die Wohnbebauung noch bis auf 90 m ü. NHN erstreckt. Auf Höhe des Bahnhofs Rolandseck befindet sich die linksrheinische Anlegestelle der Autofähre, die zum Bad Honnefer Ortsteil Lohfeld übersetzt. Am vorgenannten Bahnhof halten nur noch die Züge der Mittelrheinbahn des SPNV.
Nordöstlich von Rolandseck liegt das Südende der Insel Nonnenwerth.

## Geschichte

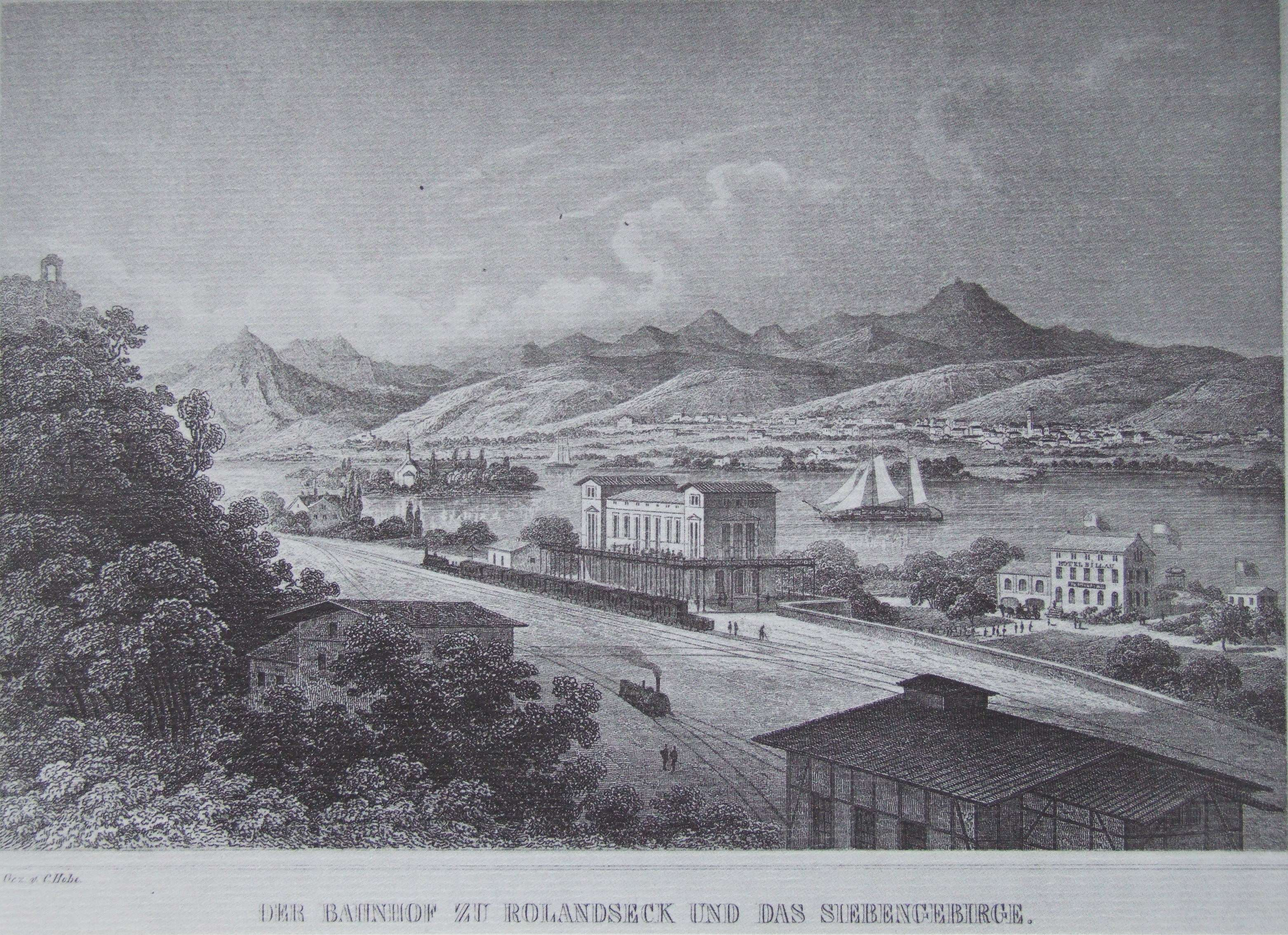
Rolandseck (1857)

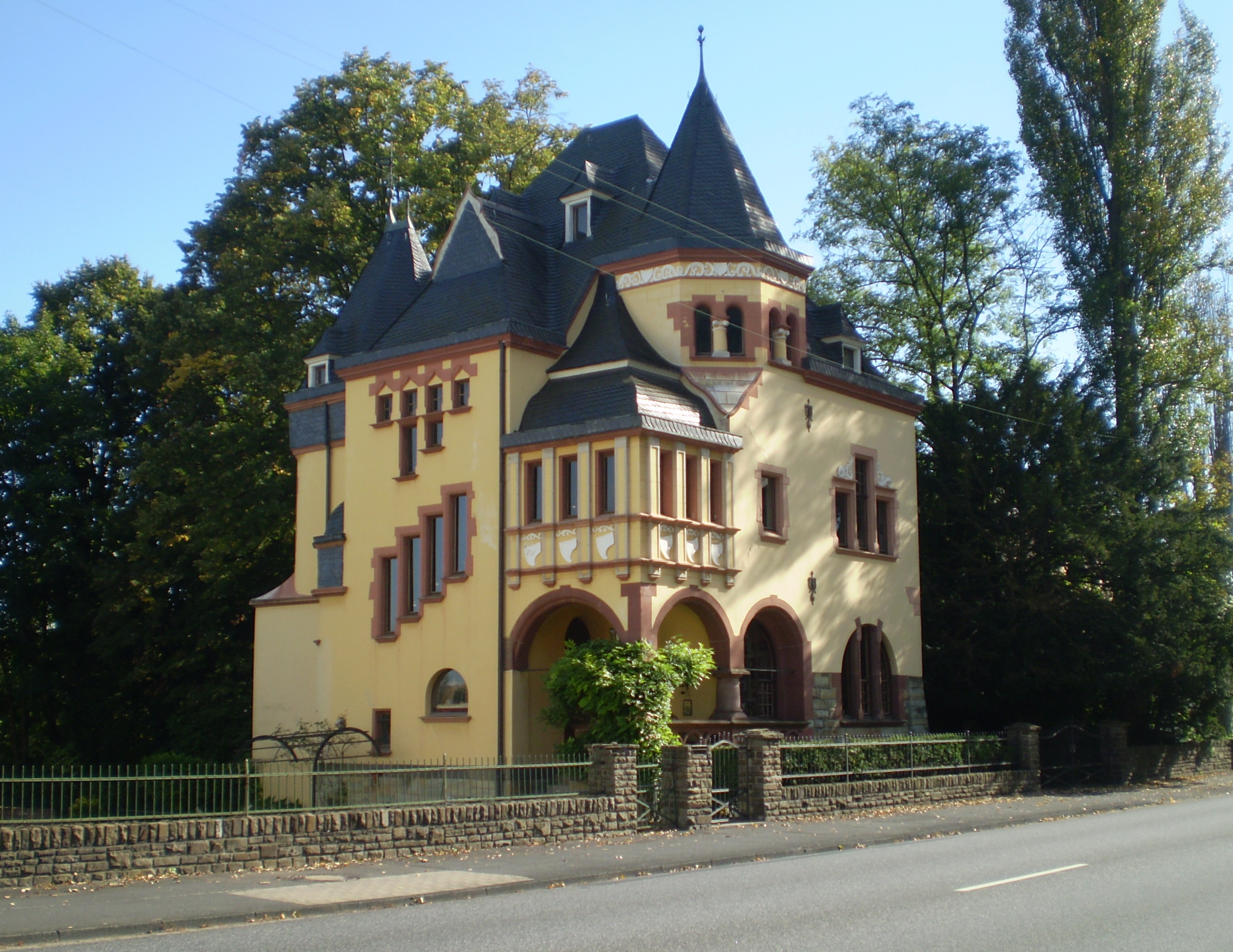
Denkmalgeschützte Putzvilla an der B 9

Rolandseck ist nach der nördlich und oberhalb des Ortes gelegenen Burg Rolandseck benannt, die im 12. Jahrhundert durch den Kölner Erzbischof Friedrich I. erbaut wurde. Als Ortschaft erschien Rolandseck erst Anfang bis Mitte des 19. Jahrhunderts in amtlichen Statistiken und Kartenwerken. Sie gehörte zur Gemeinde Oberwinter im Verwaltungsbezirk der Bürgermeisterei Remagen, wenige Häuser am Nordrand des Ortsteils gehörten zur Gemeinde Rolandswerth.
Im Zuge der Rheinromantik und der aufkommenden Dampfschifffahrt entstanden an der damaligen Provinzialstraße zahlreiche Villen und herrschaftliche Anwesen, die dem Ortsteil sein heutiges Erscheinungsbild gaben. Darunter befanden sich einige Hotelbauten, zu den bekannteren gehörten das Hotel Rolandseck-Groyen, das Hotel Billau (später Rheingold-Bellevue), der Düsseldorfer Hof und der Krefelder Hof. Mit der Eröffnung des von 1856 bis 1858 erbauten Bahnhofs Rolandseck, einem kulturellen und gesellschaftlichen Zentrum, gewann der Fremdenverkehr weiter an Bedeutung. Ende des 19. Jahrhunderts befand sich in Rolandseck ein jüdischer Friedhof. Die Fähre zwischen Rolandseck und Bad Honnef geht zurück auf eine seit Ende des 19. Jahrhunderts betriebene Gierseilfähre an gleicher Stelle.
Nachdem Bonn 1949 Regierungssitz der Bundesrepublik Deutschland geworden war, kam in Rolandseck ein großer Teil des Verwaltungspersonals der französischen Hochkommission – überwiegend in drei Hotelbetrieben – unter. Die Sowjetunion richtete 1955 ihre Botschaft im ehemaligen Hotel Rolandseck-Groyen am Nordrand von Rolandseck (Gemarkung Rolandswerth) ein. Sie wurde 1975 auf die Bonner Viktorshöhe verlegt. Von Herbst 1952 bis Frühjahr 1962 hatte in Rolandseck (Haus Sölling) aufgrund der Nähe zu Bonn auch der Johanniterorden seinen Sitz. In der Nachkriegszeit wandelte sich Rolandseck zu einem industriell bzw. gewerblich geprägten Ortsteil und erfuhr unter anderem durch einen Wohnkomplex an der Rheinfront ein umfangreiches Bevölkerungswachstum.
2004 wurde unterhalb des Bahnhofs Rolandseck westlich der B 9 ein Hubschrauberlandeplatz eingerichtet.
Einwohnerentwicklung
| Jahr | Einwohner |
| ---- | --------- |
| 1885 | 125       |
| 1943 | 210       |
| 1975 | 573       |
| 1987 | 562       |
| 2000 | 549       |
| 2015 | 522       |

## Sehenswürdigkeiten
- Arp Museum Bahnhof Rolandseck: Im Bahnhof Rolandseck befindet sich seit 2004 das Arp Museum Bahnhof Rolandseck, das 2007 einen Erweiterungsbau oberhalb der Bahnstrecke bezog.
- Wildpark Rolandseck: Oberhalb und südwestlich von Rolandseck erstreckt sich auf einer Fläche von 350.000 m² der Wildpark Rolandseck.
- Villen: An der B 9 sowie oberhalb der Bahnstrecke liegen einige denkmalgeschützte Villen aus der zweiten Hälfte des 19. Jahrhunderts, darunter das 1858–1860 nach einem Entwurf des Architekten Julius Carl Raschdorff entstandene Haus Sölling.[6]